# Arányi Adrienn
Arányi Adrienn (született: Gorup Adrienn) (Budapest, 1929. június 5. – 2022. november 23.) Aase-díjas magyar színésznő. Az Állami Déryné Színház alapító tagja.

## Életpályája
Gorup György (1892–1962) színész és Grónay Sára lányaként született. Kétéves korában jelent meg róla az első fotó a Színházi Élet című lapban, gyermekszépségversenyt nyert. Ötévesen táncvizsgát tett, s először lépett fel Lakner Artúr gyerekszínházában, 1936-tól pedig rendszeresen szerepelt. Több évig szerepelt szerdai napokon a Magyar Rádió gyermek, szombati napokon pedig ifjúsági adásaiban. Eleinte nem akart színésznő lenni, de egy rendező iroda igazgatójának felkérésére részt vett egy két hetes körúton, melynek hatására döntött úgy, hogy csakis színésznő lesz.
|  | „Nem akartam színésznő lenni, iskolába jártam, és végre olyan voltam, mint a többi gyerek, nem mutogattak rám az utcán, nem jelentek meg sztárfotók rólam, egyszerűen élveztem. ” |
|  | |

 – mondta el egy interjúban.
Makay Margit Színiiskolájába is járt. 1949-től a Bányász Színházban (később Déryné Színház) lépett fel, 1950-től az MNDSZ Kulturautó, 1951-től pedig az Állami Faluszínház társulatának egyik alapítótagja volt. 1954-ben végzett a Színház- és Filmművészeti Főiskolán. A Faluszínház jogutódjaként megalakult Állami Déryné Színházban játszott. 1962-ben szerződött a Fővárosi Operettszínházhoz. Első szerepe a Három napig szeretlek című darabban volt, francia vendéget alakított. Az Operettszínház olaszországi vendégjátékainak olasz nyelvű narrátora volt. 1987-től nyugdíjba ment, de 2016-ig még kapott szerepeket. Emlékezéseim a régi rádiós életre és műsorokra címmel jelent meg írása az RTV műsormagazinban.

## Színpadi szerepei
- Dunajevszkij: Fehér akác....Larissza
- Rabkin: A halhatatlan őrjárat....Anyja
- Urbán: Tűzkeresztség....Sohár Lidi

### Állami Bányász Színház
- Kornyejcsuk: Csillagtárna....Sztyesa
- Makszim Gorkij: Kispolgárok....Mása, tanítónő
- Szofronov: Moszkvai jellem....Surá
- Hervé: Nebáncsvirág....Sylvia

### Állami Déryné Színház
| - Kisfaludy Károly: Három egyszerre....Lorányiné - Lavrenyov: Amerika hangja....Sally - Jókai Mór: Az aranyember....Athalie - Nušić: Dr. Pepike....Klára - Cservinszkij-Massz: Fehér akácok....Larissza - Major Ottó: Határszélen....Kende Borbála - Mark Twain: Koldus és királyfi....Cantyné - Jókai Mór: A lőcsei fehér asszony....Júlia | - Fazekas Mihály: Ludas Matyi....Sára - Szirmai Albert: Mágnás Miska....Stefánia - Heltai Jenő: A néma levente....Beatrice - Sachs: Paradicsomjáró diák....Rébi - William Shakespeare: Rómeó és Júlia....Capuletné - Bródy Sándor: A tabítónő....Hray Ida - Hunyady József: Vetélytársak....Molnár Eszti |

### Fővárosi Operettszínház
| - Fehér Klára–Bágya András: Három napig szeretlek – francia hölgy - Heltai Jenő: A tündérlaki lányok – Róza - Ábrahám Pál: Bál a Savoyban....Polette - Kálmán Imre: Marica grófnő....Ida, Cecília néni - Mikszáth Kálmán: A Noszty fiú esete Tóth Marival....Kapitányné - Thorntor Wilder: A mi kis városunk - Bock–Harnick: Hegedűs a háztetőn....Fruma Sára - Milos Vacek–Szenes Iván: Jó éjt Bessy – Judy - Peter Coke: Nercbanda....a Néni - Lehár Ferenc: Cigányszerelem....Lena - Kander-Ebb: Chicago....Agnese - Horváth Jenő: Péntek Rézi....tanárnő - Paul von Schönthan: A szabin nők elrablása....Retteginé - Jacobi Viktor: Leányvásár....Harrisonné | - Bacsó Péter–Fényes Szabolcs: Szerdán tavasz lesz....fogfájós nő - Kálmán Imre: A montmartre-i ibolya....páholyosnő - Békeffi István-Fényes Szabolcs: A kutya, akit Bozza úrnak hívtak....Marcella - Scserbacsov: A dohányon vett kapitány....Arina - Lerner-Loewe: My Fair Lady....Transilvánia királynője - Semsei Jenő: Elfelejtett keringő....Jósnő - Békeffi István-Szenes Iván: Mi veszett el kisasszony?....ékszerészné - Iszajev Galics: Négyen pizsamában....Madame Ursula - Neil Simon: Sweet Charity – Szívem csücske - Hermann: Hello Dolly....Mrs. Rose - Indig Ottó: Menyasszonytánc....Vilma - Szabó Magda: Abigél....Botosné - Sylvester Lévay: Rebecca – A Manderley-ház asszonya....Mrs. Rutherford |

## Filmszerepei

### Játékfilmek
- Mit csinált felséged 3-tól 5-ig? (1964)

### Tévéfilmek
- Irgalom (1973)
- Egy csók és más semmi (1975)
- Három a kislány (1988)
- Boszorkánypalánta (1988)
- A Duna hercegnője (1993)
- Aranyoskáim (1996)

## Díjai, elismerései
- Aase-díj (2005)